# Alabuga Start
Alabuga Start est un programme de formation professionnelle et d'emploi lancé en 2022 dans la zone économique spéciale d'Alabuga, située dans la République du Tatarstan, en Russie.
Présenté comme une opportunité pour les jeunes de recevoir une formation technique, de construire une carrière et d'obtenir un emploi bien rémunéré permettant de sortir leurs familles de la pauvreté, Alabuga Start aurait fait appel à des étudiants mineurs de l'École polytechnique d'Alabuga et à de jeunes migrantes originaires d'Afrique, d'Amérique latine, d'Asie du Sud et de pays de l'ex-Union soviétique pour produire des drones destinés à la guerre de la Russie contre l'Ukraine.
Le programme a été vivement critiqué, notamment en raison d'allégations de traite d'êtres humains, de conditions de travail abusives et de tactiques de recrutement trompeuses.

## Contexte
La ZES d’Alabuga est l’une des plus importantes zones industrielles de Russie, avec une concentration d’entreprises opérant dans les secteurs de l’aéronautique, de l’électronique et de la défense. À la suite de l’invasion de l’Ukraine par la Russie en 2022, la zone a perdu nombre de ses investisseurs étrangers, certains projets ont été abandonnés, et les autorités ont été contraintes de réorienter leur production vers le secteur militaire, notamment la fabrication de drones Shahed iraniens et de drones leurres Gerbera.
Face à la pénurie de main-d’œuvre, les autorités locales ont lancé en 2022 le programme Alabuga Start, destiné à recruter des jeunes travailleuses à l’étranger. Depuis, environ 350 femmes sont arrivées au Tatarstan, avec pour objectif d’en atteindre 8 500 d’ici 2025.

## Participants
Alabuga Start compte actuellement des participants originaires de 44 pays, dont le Bénin, le Cameroun, la Colombie, la République démocratique du Congo, le Ghana, le Kenya, le Lesotho, le Mali, le Nigéria, le Rwanda, la Sierra Leone, le Soudan du Sud, le Sri Lanka, la Tanzanie, la Tunisie, la Zambie et le Zimbabwe. Le programme vise une extension à 77 pays.

## Objectifs déclarés
Selon ses promoteurs, Alabuga Start entend :
- offrir une formation professionnelle accélérée ;
- garantir un revenu mensuel, un hébergement gratuit et un accompagnement disciplinaire ;
- faciliter l'intégration des jeunes étrangers dans l'industrie russe ;
- soutenir le développement technologique de la Russie malgré les sanctions internationales.

Le programme est promu via des campagnes sur les réseaux sociaux, des partenariats avec des influenceurs, et même par le biais de plateformes de rencontres comme Tinder ou Badoo.

## Controverses

### Enquête de l’Associated Press (AP)
Le 10 octobre 2024, l’agence Associated Press a publié une enquête basée sur des témoignages anonymes de participantes. Selon le rapport:
- Les travailleuses effectuent des quarts de 12 à 15 heures, sous vidéosurveillance constante ;
- Des retenues sont effectuées sur leur salaire pour couvrir les frais de voyage, d’hébergement et de soins ;
- Certaines manipulent des produits chimiques sans équipement de protection, ce qui cause des brûlures cutanées ;
- Leurs communications sont surveillées, leurs téléphones sont interdits dans l’usine, et elles ne peuvent parler aux médias qu’avec autorisation.

Des dortoirs équipés de systèmes de reconnaissance faciale et des trajets vers l’usine sous escorte sécurisée renforcent le caractère coercitif du dispositif.
À la suite de la publication du rapport, Google, Meta (entreprise) et TikTok ont supprimé les comptes d'Alabuga Start et d'Alabuga Polytechnic, un internat professionnel pour les Russes de 16 à 18 ans et les Centrasiatiques de 18 à 22 ans, qui présente ses anciens élèves comme des experts en production de drones.
Le 10 octobre 2024, l'AP a publié un rapport d'enquête sur Alabuga Start, qui comprenait des témoignages d'ouvriers dont les noms et les pays d'origine n'ont pas été révélés par souci de sécurité.
Les ouvriers ont fait état de longues heures de travail (quarts de travail de 12 à 15 heures) sous surveillance constante, d'écarts entre les salaires promis et les paiements réels, et de problèmes de santé causés par le travail avec des produits chimiques caustiques sans équipement de protection, ce qui a laissé leur peau « grêlée et irritée ». Une ouvrière a déclaré à l'AP que les frais d'hébergement, de billet d'avion, de soins médicaux et de cours de russe avaient été déduits de son salaire.
Les ouvriers sont logés dans des dortoirs partagés, surveillés 24h/24, dont l'entrée est contrôlée par reconnaissance faciale, et se rendent à l'usine en bus en passant par de multiples points de contrôle de sécurité. Le programme leur fournit des cartes SIM locales pour leurs téléphones, qu'il leur est interdit d'apporter dans l'usine, car il s'agit d'un site militaire sensible, et ne sont autorisés à parler aux médias qu'avec l'autorisation de leur responsable. Les participants ont également signalé avoir été informés que leurs messages étaient surveillés, qu'ils ne devaient pas parler de leur travail à des personnes extérieures et qu'ils ne pouvaient pas communiquer avec des personnes extérieures. et que leurs managers les encouragent à dénoncer leurs collègues.

### Alabuga comme cible militaire
La ZES d’Alabuga produit jusqu’à 200 drones Shahed par mois pour l’armée russe. Le 2 avril 2024, une frappe de drone ukrainien y a fait plusieurs victimes et endommagé les dortoirs de l’École polytechnique d’Alabuga. Une nouvelle attaque a eu lieu le 23 avril 2025. Depuis fin 2023, la zone est inscrite sur la liste des entités sanctionnées par l’Union européenne et le Département du Trésor des États-Unis.
Le 25 et 26 mai 2025, les forces ukrainiennes ont mené une série de frappes de drones visant des entreprises industrielles de défense russes dans la République du Tatarstan ainsi que dans les oblasts d'Ivanovo et de Toula. Selon le lieutenant Andriy Kovalenko, chef du Centre ukrainien de lutte contre la désinformation, des drones ukrainiens auraient frappé la zone économique spéciale (ZES) d'Alabuga à Yelabuga, en République du Tatarstan, ainsi que l'usine chimique Dmitrievsky située à Kineshma, dans l'oblast d'Ivanovo. Le média d'opposition russe Astra et le média ukrainien Militarnyi ont publié des images, le 25 mai, semblant montrer les défenses aériennes russes en action près de la ZES d'Alabuga, réagissant à ces frappes.
Le 15 juin 2025, un drone kamikaze Flying Fox aurait visé le site de l'école polytechnique d'Alabuga, touchant un parking proche du complexe industriel. Selon les autorités locales, l'attaque a causé deux morts et plus de dix blessés, dont trois enfants, tandis que des sources OSINT évoquent un impact à l'entrée d'une zone d'assemblage de drones destinés à l'armée russe.

### Recrutement trompeur
Le programme a été présenté comme un simple « programme d’alternance » à travers des vidéos où les participantes apparaissent en uniformes scolaires. En avril 2025, les influenceurs argentins Martin Ku et Nicolas Grosman ont publié une vidéo promouvant Alabuga Start comme une opportunité dans l’hôtellerie et la restauration. L’activiste Pablo Salum a porté plainte contre eux pour promotion de traite humaine. Instagram a supprimé leur contenu, et Ku a été licencié de la chaîne Telefe.
Depuis octobre 2024, le programme semble s’appuyer sur des relais locaux : anciens étudiants russes, associations, journalistes ou influenceurs.

### Enquête d’Interpol
En mai 2025, le bureau d’Interpol au Botswana a ouvert une enquête à la suite de publications sur les réseaux sociaux. Des avertissements ont été lancés concernant la responsabilité pénale potentielle des intermédiaires locaux.

## Réactions en Afrique
Des militants des droits humains au Malawi, au Nigéria et en Zambie ont dénoncé le programme. Des médias panafricains comme Les Voix du Sahel et le Réseau des Leaders africains pour la Démocratie, l'Émergence et le Renouveau (Réseau LEADER) ont lancé des campagnes de sensibilisation, qualifiant Alabuga Start de « piège moderne ».
Certains observateurs y voient une logique néocoloniale : exploitation économique de jeunes femmes étrangères dans une industrie militaire. Le parallèle a été fait avec le recrutement de tirailleurs sénégalais pendant les Première et Seconde Guerre mondiale.
Le 17 mai 2025, un atelier à Cotonou a souligné les risques des migrations abusives. Le gouvernement ougandais a exprimé ses préoccupations via la ministre du Genre, Betty Amongi, qui a alerté sur la vulnérabilité des travailleuses migrantes.
Le Ministère des Affaires étrangères, de l'Intégration régionale et des Togolais de l'extérieur a aussi exhorté les citoyens à vérifier l’authenticité des offres avant tout départ en Russie.
En juillet 2025, au Zimbabwe, le député Martin Mureri s'est engagé à soulever la question du programme Alabuga devant le Parlement, dénonçant un manque de transparence et des conditions assimilables à de « l'esclavage moderne ». Il a appelé à une enquête nationale pour protéger les jeunes Zimbabwéens de possibles abus liés à cette initiative russe.